# Aleurotrachelus fissistigmae
Aleurotrachelus fissistigmae là một loài côn trùng cánh nửa trong họ Aleyrodidae, phân họ Aleyrodinae.
Aleurotrachelus fissistigmae được Takahashi miêu tả khoa học đầu tiên năm 1931.